# 津東宝劇場
津東宝劇場（つとうほうげきじょう）は、かつて三重県津市大門32-3にあった映画館。
1957年（昭和32年）3月5日に現在地に第一劇場が開館し、1958年（昭和33年）に第一劇場が津東宝劇場に改称した。津東宝劇場は2001年（平成13年）4月9日に閉館した。200席の1スクリーンを有していた。津東宝劇場の跡地には2004年（平成16年）3月20日に津大門シネマが開館したが、津大門シネマは2009年（平成21年）7月20日に閉館した。

## 基礎情報
- 所在地 : 〒514-0027 三重県津市大門32-3（津観音仲見世通り）
- 支配人 : 小林賢司
- スクリーン : 200席

## 年表
- 1898年（明治31年） : 芝居小屋の曙座が津観音境内に開館。
- 1950年（昭和25年）頃 : 曙座が移転して跡地に第一劇場が開館。
- 1957年（昭和32年）3月5日 : 第一劇場が大門32-3の現在地に移転。
- 1958年（昭和33年） : 第一劇場が津東宝劇場に改称。
- 2001年（平成13年）4月9日 : 津東宝劇場が閉館。
- 2004年（平成16年）3月20日 : 津東宝劇場跡地に津大門シネマが開館。
- 2009年（平成21年）7月20日 : 津大門シネマが閉館。
- 2024年（令和6年）10月：建物解体[1]。

## 前史

### 曙座(1898-1950)

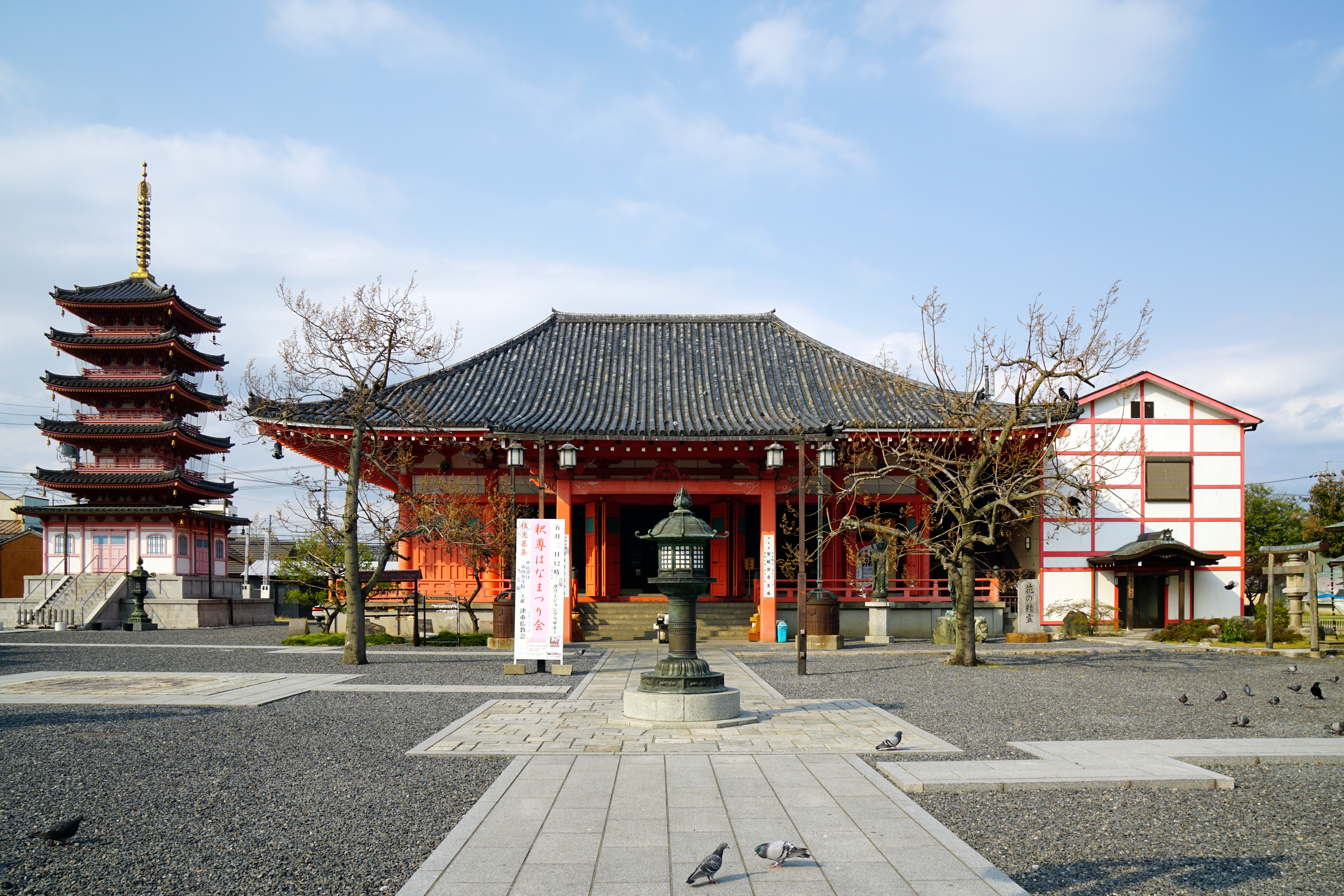
津東宝劇場の50メートル東にある津観音

津東宝劇場のルーツは1898年（明治31年）に開館した芝居小屋の曙座であり、曙座は1899年（明治32年）にはすでに活動写真（映画）の興行も行っている。津観音境内にあった曙座は大正時代に芝居小屋から映画館に改装した。太平洋戦争後の1950年（昭和25年）頃には津観音境内を公園化する都市計画により曙座が移転を余儀なくされ、西300メートルの地点に「東海屈指の大劇場」と呼ばれる建物を新築して移転した。

### 第一劇場(c.1950-1958)
曙座が津観音境内から新築館に移転した後、境内に残った旧曙座の建物は第一劇場に改称され、そこで数年間の映画興行が行われた。1957年（昭和32年）3月5日、第一劇場は津市大門の津観音仲見世通り、津観音から50メートル西の現在地に移転した。移転後の初上映作品は杉田弘子主演の『炎の氷河』と倉橋良介監督作『まだら頭巾剣を抜けば 乱れ白菊』だった。

### 津東宝劇場(1958-2001)
第一劇場は1958年（昭和33年）に津東宝劇場に改称している。当時の運営会社は株式会社曙座であり、この会社は曙座と津東宝劇場の2館を抱えていたが、「東海屈指の大劇場」と言われた曙座は1967年（昭和42年）に閉館した。なお、津市で主に東宝作品を上映して「津東宝」と呼ばれた劇場は、時代ごとに3館が存在する。
純喫茶建築で知られる清水武が内装を手掛け、1965年（昭和40年）には津東宝劇場併設の喫茶店として「サンモリッツ」が開店。1972年に公開された斎藤耕一監督作『約束』の津ロケの際には、主演の岸恵子や共演の三國連太郎が「サンモリッツ」に立ち寄ったという。「サンモリッツ」は山之内遼著『47都道府県の純喫茶 愛すべき110軒の記録と記憶』（2003年・実業之日本社）に三重県代表として取り上げられている。
| 1980年の津市の映画館（5館）   |
| ----------------------------- |
| 津パール劇場（中央4-1）       |
| 津にっかつ劇場（西丸の内5-9） |
| 津東映劇場（八町1-1-3）       |
| 津東宝劇場（大門32-3）        |
| 津スカラ座（南丸之内12-15）   |

先代には子どもがいなかったため、1966年（昭和41年）には小林賢司が先代の跡を継いで支配人となり、閉館するまで35年間の長きにわたって経営を続けた。1967年（昭和42年）時点の津市には、邦画上映館が津松竹（観音境内）、津東宝（観音西通仲見世）、津日活（一番町新町通北）、津東映（津新町駅前）、新町大映（中新町新町通南）、津劇場（栄町津駅前）の6館、洋画上映館が大門劇場（大門）、津パール劇場（丸之内本）の2館、計8館の映画館があった。1975年（昭和50年）には『日本沈没』が大ヒットした。1981年（昭和56年）に上映したドキュメンタリー風作品『典子は、今』には3週間で15,000人もの観客が詰めかけ、平日でも毎回のように立ち見客が出た。津東宝劇場がヒットの火付け役になったとされ、東宝の社長から感謝状を受け取った。1980年代後半には中央部を中心に半数の座席を大型で高級なものに取り換えた。また、雑音を低減させるドルビー装置を導入して音響面を改善した。
三重県の県庁所在地である津市の中心部には最盛期に10館の映画館があったが、家庭へのテレビの普及などもあって閉館が相次いだ。1989年（平成元年）の三重県の従来型映画館は、21館にまで減少していた。1995年（平成7年）には三重県初のシネマコンプレックス（シネコン）として桑名市にワーナー・マイカル・シネマズ桑名（現：イオンシネマ桑名）が開館し、2000年（平成12年）12月15日には津市に7スクリーンを有するワーナー・マイカル・シネマズ津（現：イオンシネマ津）が開館した。
| 2000年の津市の映画館（4館） | 2000年の津市の映画館（4館） |
| --------------------------- | --------------------------- |
| 津東映シネマ1（八町1-1-3）  | →2001年12月閉館             |
| 津東映シネマ2（八町1-1-3）  | →2001年12月閉館             |
| 津東宝劇場（大門32-3）      | →2001年4月9日閉館           |
| 津スカラ座（南丸之内12-25） | →2001年1月21日閉館          |

シネコン開館直後の2001年（平成13年）1月21日には近鉄名古屋線津新町駅近くの津スカラ座が閉館し、同年12月には津新町駅前の津東映シネマも閉館している。2001年4月9日には津東宝劇場が45年の歴史に幕を閉じて閉館した。最終上映作品は『ドラえもん のび太と翼の勇者たち』。津東宝劇場閉館の理由は経営難であり、2000年の観客数はわずか2万人だった。閉館までの3年間の赤字額は1000万円にも上った。
2001年4月28日から4月30日には「ファンさよなら感謝デー」を開催し、黒澤明監督の『天国と地獄』（1963年）、丸山誠治監督作『連合艦隊司令長官 山本五十六』（1968年）、稲垣浩監督作『風林火山』（1969年）の、東宝全盛期の3本を上映した。津東宝劇場の閉館によって繁華街の大門から映画館がなくなった。

### 閉館後

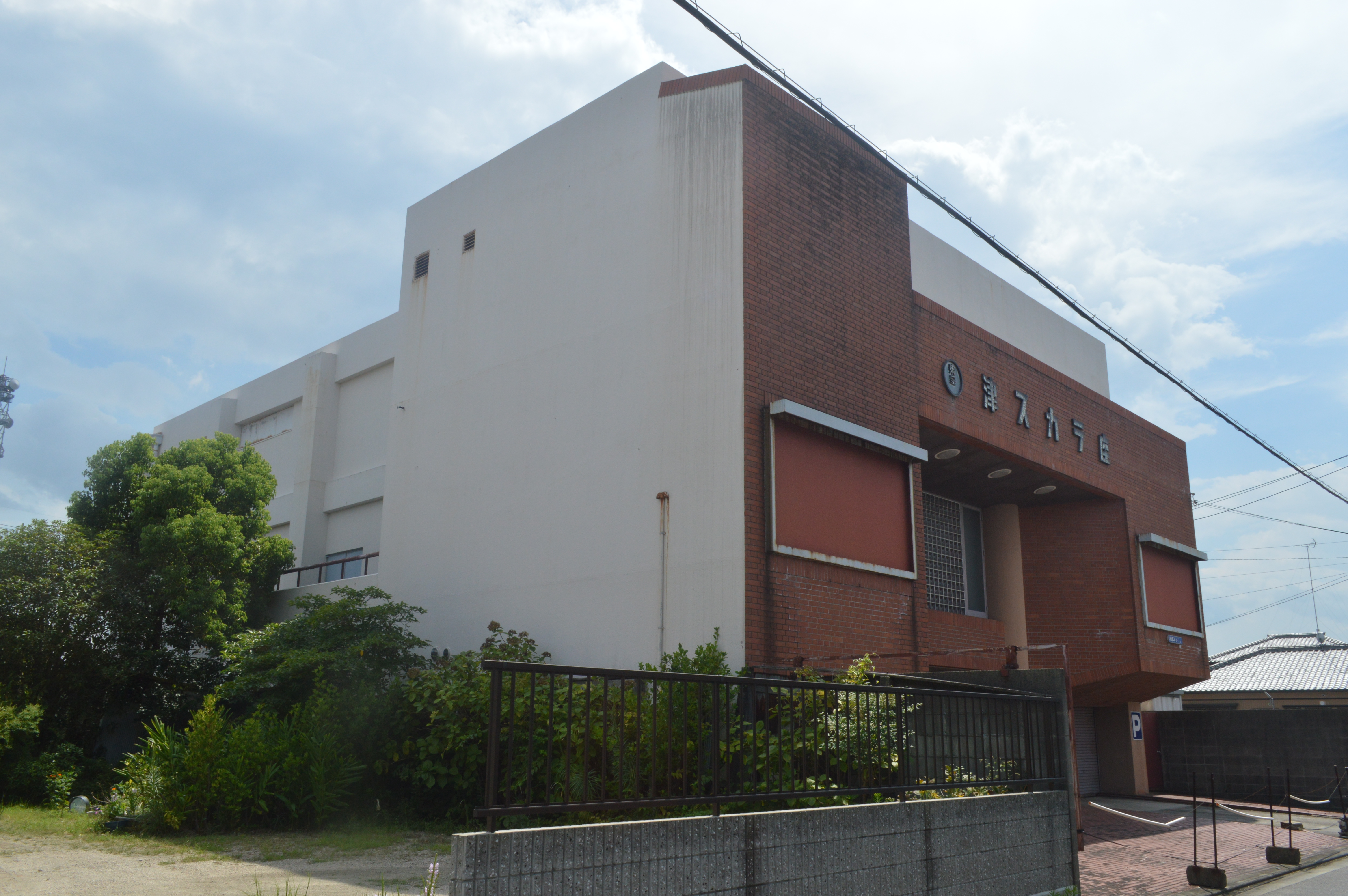
津東宝劇場と同時期に閉館した津スカラ座

津東宝劇場がある土地は津市の市有地であり、1976年（昭和51年）には津東宝劇場支配人であり津市議会議員でもあった小林賢司が「映画館及び貸店舗敷地」として津市と賃貸契約を結んでいる。1994年（平成6年）の津市長選挙の際には、現職の近藤康雄が津東宝劇場で単発の演説会を開催した。2002年（平成14年）の津市長選挙の際には新人の小倉昌行が津東宝劇場跡を選挙事務所に使用しようとしたが、津市契約財産課は「契約に合致しない」として使用を認めなかった。
津東宝劇場の設備を改装し、2004年（平成16年）3月20日に津大門シネマが開館した。自主上映グループ「津シネマ・フレンズ」の代表である谷口嘉吉が支配人となり、津東宝劇場の小林元支配人も改装時には金銭面で協力している。津東宝劇場時代に200席だった座席数は140席に削減しており、スクリーンや映写機も取り換えた。ミニシアター系の作品を上映していた津大門シネマは、開館から5年後の2009年（平成21年）7月20日をもって閉館し、再び大門から映画館がなくなった。
建物には2009年のミニシアター閉館後も映画や演劇関連団体の事務所や喫茶店が入居していたが、2024年（令和6年）10月に解体されることになった。